# Bò Arouquesa
Bò Arouquesa là giống bò từ Bồ Đào Nha. Giống Arouquesa đã được cấp chứng nhận địa lý địa lý của DOC (Denominação de Origem Controlada) từ Ủy ban châu Âu

## Ngoại hình
Những con bò đạt chiều cao 1,23 m (4,0 ft), bò đực 1,36 m (4,5 ft), vì vậy Arouquesa có thể được mô tả là một giống bò có kích thước nhỏ. Trọng lượng của giống là khoảng 360–430 kg (790–950 lb). Màu lông của chúng là màu nâu nhạt mặc dù con đực có thể có màu tối hơn một chút so với con cái. Niêm mạc và móng vuốt có màu tối. Các sừng rộng hướng về phía trước, đầu tiên hướng xuống và sau đó hướng lên.

## Đặc điểm
Arouquesa được thích nghi với những ngọn núi - chân sau của chúng rất cơ bắp. Ở Bồ Đào Nha ngày nay, người dân vẫn làm nghề chăn nuôi bò. Trong thế kỷ qua, bò thường được xuất khẩu sang Anh vì thịt của chúng. Năm 1902, thịt bò Arouquesa là vật phẩm giành chiến thắng trong "Giải thưởng cho Thịt bò Tốt nhất" ở Paris. Thật không may, tuyệt vời, thịt bò cẩm thạch tuyệt vời ngày nay chỉ được biết đến ở Bồ Đào Nha. Ở đó chúng được coi là giống bản địa tốt nhất cho việc sản sinh thịt bò. Những con vật này sống rất lâu; 16–18 con bò con được sinh từ một con bò cái không phải là hiếm. Hầu hết bò cái được huấn luyện để phụ giúp công việc đồng áng. Các con bò giống này khá dễ tính và năng động.

## Phạm vi
Khu vực giống bò này được chăn thả được gần như dành riêng cho các quận Viseu, Aveiro, Porto và Braga ở phía Bắc Bồ Đào Nha.